# Mula bandha
Mula bandha (Sanskriet: bron, grondslag, houding) is een bandha uit hatha yoga en wordt ook wel bronslot genoemd. Een bandha wordt gebruikt als samenspel tussen yogahoudingen en een ademhalingstechniek en heeft tot doel, gebundelde hoeveelheden prana vast te houden en te gebruiken.
Mula bandha wordt gezien als de eerste en belangrijkste bandha uit de yogatradities die van belang is voor veilige en geaarde meditatieve oefeningen. Deze bandha zou de chakra muladhara in goede conditie houden en zou goed beoefend kunnen worden na de kumbhaka-pranayama, ofwel ingehouden ademhaling.
Maehle definieert de mula banda als de afsluiting van de bron. De bron is hierin de bron van de ruggengraat, of specifieker, het midden van de bekkenbodem. Door het aantrekken van de musculus pubococcygicus, de spier in dit gebied, zou er geen prana of levensenergie meer weglekken uit de shushumna, maar vastgehouden worden in het lichaam.
Volgens yogi B.K.S. Iyengar is de mula nandha een houding waarbij de spier die loopt van de anus tot te navel wordt samengespannen en wordt opgeheven langs de ruggengraat. Hierbij wordt niet de sluitspier of de urinespier samengetrokken, maar de spier ertussenin.
Met de uitvoering van de mula bandha wordt de adem ingehouden en de musculus pubococcygicus aangespannen. Vervolgens spannen de buikspieren aan.